# Гидан-Румджи (департамент)
Гидан-Румджи (фр. Guidan-Roumdji), также Грумджи (фр. Groumdji) — департамент в регионе Маради в Нигере.

## География
Департамент расположен на юге страны. На севере граничит с департаментом Дакоро, на северо-востоке — с департаментом Маяхи, на востоке — с департаментом Агье, на юге — с департаментом Мадарунфа; также граничит с регионом Тахуа на западе. На юге департамента проходит государственная граница с Нигерией
Департамент состоит из городской коммуны Гидан-Румджи и сельских коммун Чадакори, Гидан-Сори, Саэ-Сабуа и Тибири. Административный центр — город Гидан-Румджи.

## История
Изначально Гидан-Румджи был административным постом в составе арондисмана Маради, образованного в 1964 году вследствие административной реформы. В 1972 году арондисман Маради был разделён на арондисманы Гидан-Румджи и Мадарунфа.
В 1998 году все арондисманы Нигера были преобразованы в департаменты, каждый из которых возглавил префект, назначенный Советом министров, и арондисман Гидан-Румджи стал департаментом Гидан-Румджи в составе региона Маради. До 2002 года департамент состоял из города Гидан-Румджи и кантонов Гидан-Румджи, Гидан-Сори, Тибири, Саэ-Сабуа и Чадакори, впоследствии преобразованных в коммуны.

## Население
Согласно переписи 2001 года, население департамента составляло 348 321 человека. В 2012 году оно составило 523 717 человек.

## Власть
Главой департамента является префект, который назначается Советом министров по указу министра внутренних дел.
| Период                                     | Имя                  |
| ------------------------------------------ | -------------------- |
| …                                          |                      |
| 15 апреля 2010 — 3 июня 2011 — 3 июня 2011 | Мамуду Харуна Сидику |
| 3 июня 2011 — 4 декабря 2013               | Амаду Амиду          |
| 4 декабря 2013 — 9 октября 2018            | Сахаби Ассуман       |
| 9 октября 2018 — 8 ноября 2021             | Салей Джиго          |
| с 8 ноября 2021                            | Исса Сакола          |